# 中国人民政治协商会议全国委员会教科文卫体委员会办公室
中国人民政治协商会议全国委员会教科文卫体委员会办公室（简称全国政协教科文卫体委员会办公室），又称中国人民政治协商会议全国委员会办公厅四局（简称全国政协办公厅四局），是中国人民政治协商会议全国委员会教科文卫体委员会的办事机构，也是中国人民政治协商会议全国委员会机关的工作部门之一，隶属中国人民政治协商会议全国委员会办公厅。

## 沿革
1994年机构改革后，全国政协办公厅下设11个行政局级机构：秘书局、专门委员会综合一局（提案）、二局（经济、科技）、三局（教科文、医卫体）、四局（法制、妇青、民族、宗教）、台港澳侨联络局、外事局、研究室、人事局、机关事务管理局、离退休干部局，以及机关党委。
1995年，全国政协办公厅调整内设机构，原专门委员会办事机构调整为8个：提案委员会办公室（一局）、经济委员会办公室（二局）、科教文卫体委员会办公室（三局）、妇青与法制委员会办公室（1996年改名为社会和法制委员会办公室，四局）、民族和宗教委员会办公室（五局）、文史和学习委员会办公室（中国文史出版社）、台港澳侨委员会办公室（六局）、外事委员会办公室（外事局）。1999年，根据中编办字〔1999〕94号文件，增设人口资源环境委员会办公室。
2002年机构改革后，全国政协办公厅下设1个副部级机构：研究室（内设3个副局级机构：理论局、信息局、新闻局）；15个行政局级机构：秘书局、提案委员会办公室（一局）、经济委员会办公室（二局）、人口资源环境委员会办公室（三局）、教科文卫体委员会办公室（四局）、社会和法制委员会办公室（五局）、民族和宗教委员会办公室（六局）、港澳台侨委员会办公室（七局）、外事委员会办公室（全国政协办公厅外事局，八局）、文史资料委员会办公室（九局，与中国文史出版社合并，一个机构两块牌子）、联络局（挂信访局牌子）、人事局、机关事务管理局、老干部局、机关党委。各专门委员会办公室既是各专门委员会的办事机构，也是全国政协办公厅机关的内设机构，同时受专门委员会和办公厅的领导。

## 机构设置
- 综合处[3]
- 科学技术处[4]
- 文化和体育处[5]
- 医药卫生处[6]

## 历任领导
全国政协专门委员会综合三局
| 局长 - 金瑞英（1994年—？） | 副局长 |

全国政协科教文卫体委员会办公室（全国政协办公厅三局）
| 主任 - 金瑞英（？—？） | 副主任 |

全国政协教科文卫体委员会办公室（全国政协办公厅四局）
| 主任 …… - 原冬平（？—？） - 刘小宁（？—？） - 邬旦生（？—？） - 孔梅（？—？） 巡视员 …… - 贺乃新（？—？） - 张文珊（？—？） - 张维（？—？） | 副主任 …… - 张接应（？—？） - 张武军（？—？） - 张维（？—？） - 徐红旗（？—？） - 曹海鸥（？—？） 副巡视员 …… - 王波涛（？—？） - 刘静（？—？） |